# آندرس شرودر
آندرس شرودر (آلمانی: Andreas Schröder؛ زادهٔ ۸ ژوئیهٔ ۱۹۶۰) کشتی‌گیر اهل آلمان بود.